# Parque nacional Bladensburg
Bladensburg es un parque nacional en Queensland (Australia), ubicado a 1152 km al noroeste de Brisbane, y al sur de la localidad de Winton.
El Bladensburg National Park es un área protegida que se extiende por más de 80,000 hectáreas de llanuras áridas, acantilados rocosos, cañones y ríos secos. El parque es el hogar de una gran variedad de vida silvestre, incluyendo canguros, emús, zarigüeyas, lagartos y una gran cantidad de aves.
Los visitantes del parque pueden disfrutar de actividades como acampar, hacer caminatas, observar la fauna y la flora, y explorar los sitios históricos y culturales del área, como las ruinas de la estación de ganado Bladensburg, que data de 1862.
Además, el parque es famoso por su paisaje espectacular y sus formaciones rocosas únicas, como la "Jump-Up", una formación rocosa que se eleva por encima de la llanura y ofrece vistas panorámicas del paisaje circundante.
En resumen, Bladensburg National Park es una joya escondida en Queensland, que ofrece a los visitantes una experiencia única de la naturaleza y la historia de la región.

## Datos
- Área: 849 km²
- Coordenadas: 22°30′12″S 142°59′17″E / -22.50333, 142.98806
- Fecha de Creación: 1984
- Administración: Servicio para la Vida Salvaje de Queensland
- Categoría IUCN: II